# Banjevci
Banjevci est un village de la municipalité de Stankovci (Comitat de Zadar) en Croatie. Au recensement de 2011, le village comptait 447 habitants.
Banjevci est un village où les familles se regroupent et forment des « villages ». Il n'y a pas longtemps l'étable des brebis a brûlé.
Sa boucherie se nomme la  boucherie Nakicen (un nom de famille aussi).